# Rey de Tailandia
El rey de Tailandia (conocido tradicionalmente como rey de Siam. En tailandés: พระมหากษัตริย์ไทย) es el monarca constitucional que ejerce como jefe de Estado de Tailandia. Actualmente es asumido por la dinastía Chakri.
La monarquía tailandesa data de la fundación del Reino de Sujotai en 1238, con un breve interregnum entre la muerte de Ekkathat a la adhesión de Taksin. La institución se transformó en una monarquía constitucional en 1932, después de la Revolución de Siam de 1932. La residencia oficial de la monarquía es el Gran Palacio de Bangkok, sin embargo, el actual rey pasa mucho de su tiempo en el Palacio Chitralada (qué forma parte del complejo Palacio de Dusit), o la Villa Klai Kangwon (en tailandés: วัง ไกล กังวล, romanizado: Palacio Lejos de preocupaciones) en el balneario de la ciudad de Hua Hin.

## Línea temporal desde 1809

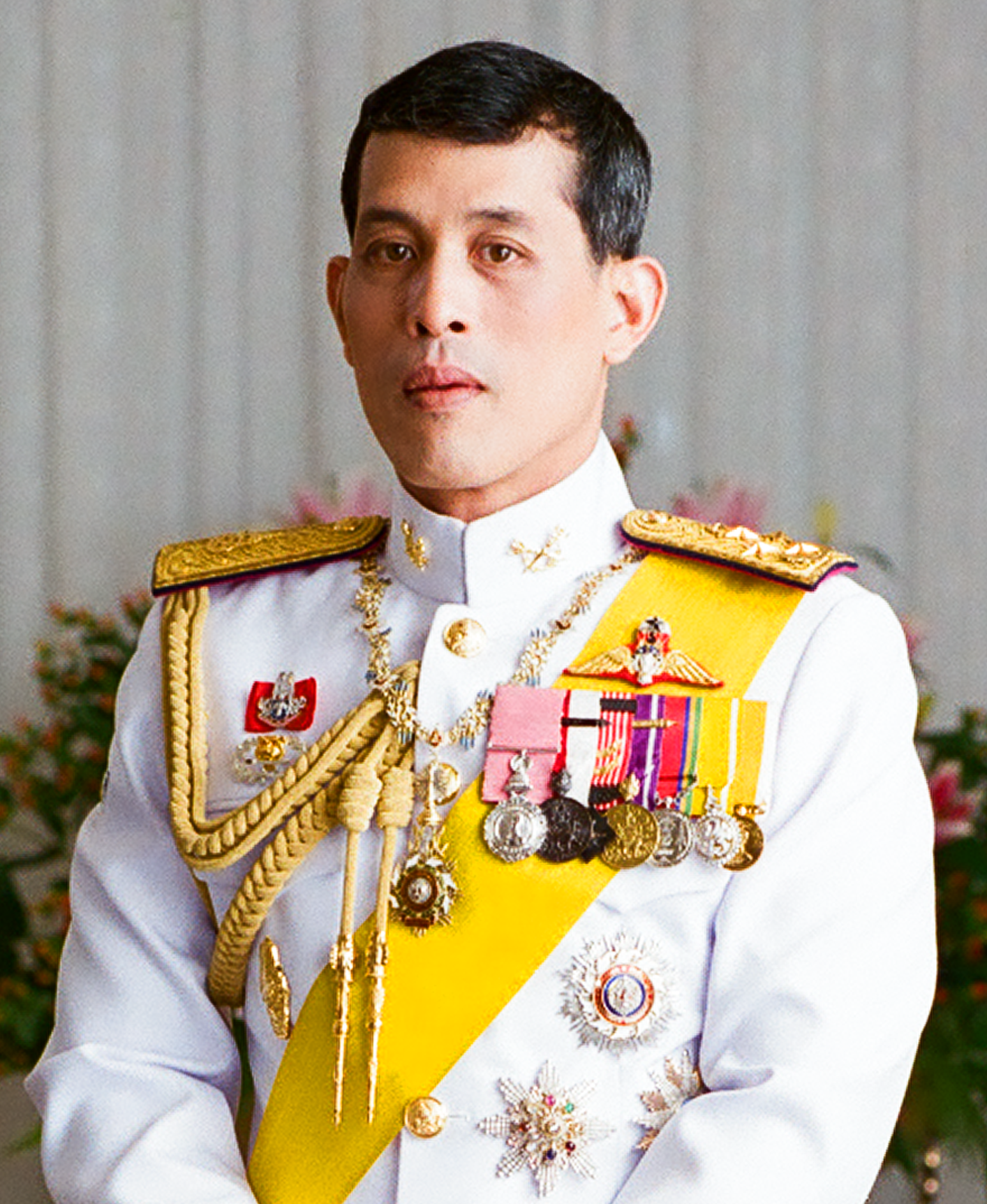
Vajiralongkorn, Rama X de Tailandia

- Datos: Q2663787
- Multimedia: Thai monarchy / Q2663787